# Dawson City
Dawson City este o localitate din teritoriul Yukon, Canada, a doua așezare ca mărime din acest teritoriu. Din anul întemeierii lui 1886 până în 1953 a fost capitala teritoriului canadian, care azi se află în Whitehorse.

## Așezare
Dawson se află pe malul de răsărit a fluviului Yukon River amplasat la gura de vărsare a afluentului Klondike River, și la 240 km sud de cercul polar. Sursa economică a orașului o reprezintă turismul ca și exploatarea aurului care este încă actuală și în prezent.

## Istoric
Așezarea a fost întemeiată în anul 1896 ca urmare a goanei după aur din secolul XIX. El poartă numele geologului canadian „ George Mercer Dawson ” care a explorat pe atunci regiunea Yukon. Orașul era accesibil în trecut numai prin trecătoarea White Pass ca și prin trecătoarea renumită Chilkoot Pass (1.140 m), călătoria istovitoare era făcută cu sănii trase de câini, sau pe fluviul Yukon cu vaporul cu aburi sau canu. In anul 1898  orașul avea o populație de 40.000 de locuitori, fiind pe atunci cel mai mare oraș situat la vest de Winnipeg sau la nord de Seattle. La numai un an de zile populația localității va fi de 8.000 iar în 1902, scade la 5.000 de locuitori.

## Atracții turistice
- Muzeul Klondike
- Muzeul Pompierilor
- Muzeul orașului Dawson
- Casa scriitorului Pierre Berton

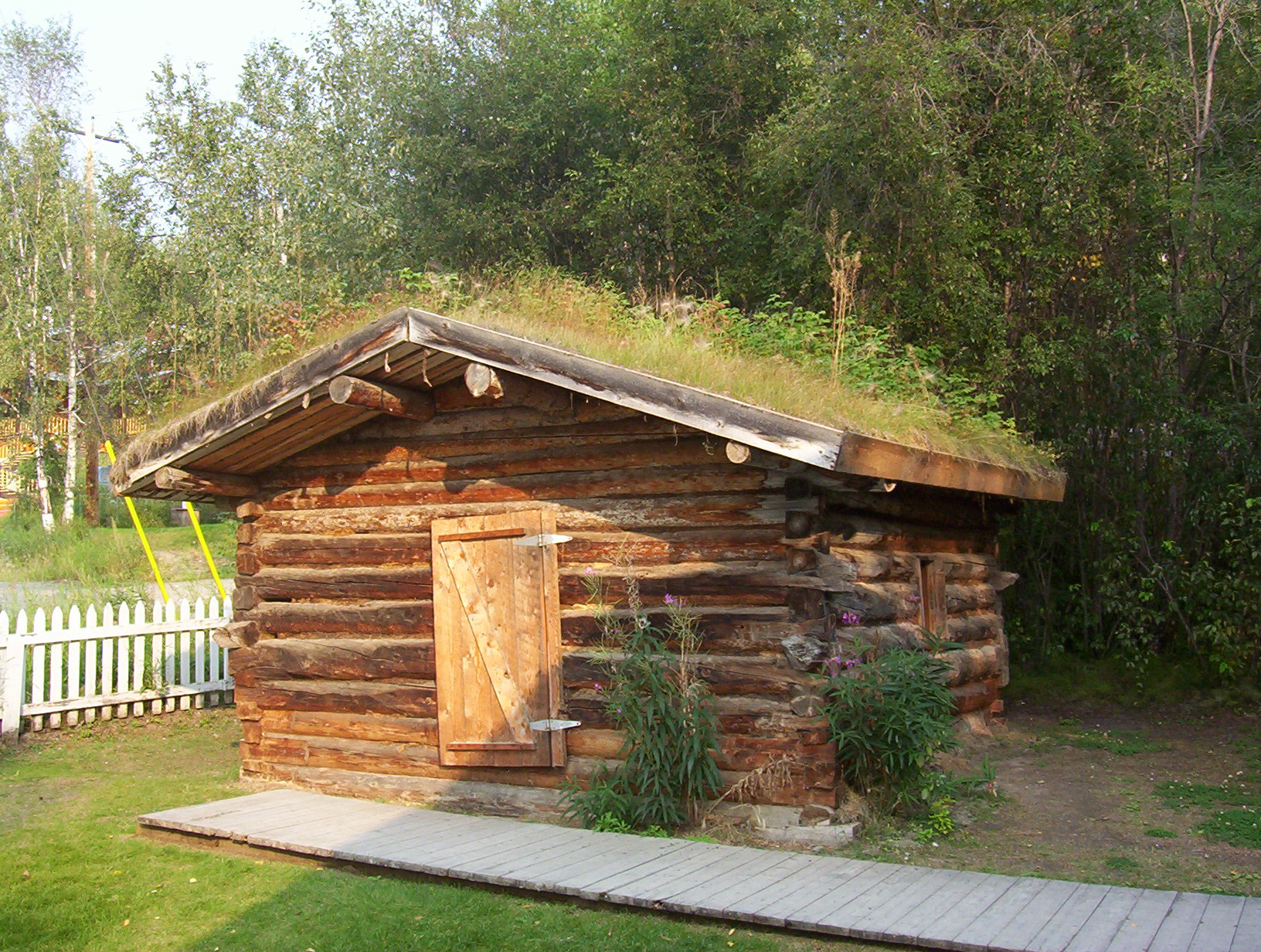
Căsuţa în care a locuit Jack London

- Căsuțele unde au locuit scriitorii  Jack London și Robert William Service
- Cazinoul de jocuri de noroc
- Restaurante și baruri istorice restaurate
- In luna februarie în fiecare an are loc Yukon Quest, concursul cu sănii trase de câini